# Kaloohand
Kaloohand is een plaats in het district Doda van het Indiase unieterritorium Jammu en Kasjmir.

## Demografie
Volgens de volkstelling uit 2011 heeft Kaloohand een populatie van 2.806, waarvan 1.417 mannen en 1.389 vrouwen. Onder hen waren 554 kinderen met een leeftijd tot 6 jaar. De plaats had in 2011 een alfabetiseringsgraad van 57,19%. Onder mannen bedroeg dit 71,12% en onder vrouwen 42,95%.